# 金沢市営陸上競技場
金沢市営陸上競技場（かなざわしえいりくじょうきょうぎじょう）は、石川県金沢市弥生の金沢南総合運動公園にある陸上競技場である。
公益財団法人金沢市スポーツ事業団を指定管理者としている。

## 歴史
1924年（大正13年）1月23日、当時の金沢市長であった相良歩は市立の大運動場建設を「皇太子御成婚記念事業」として市議会に提案し、満場一致で可決された。武田千代三郎が設計指針を示し、金沢市第二課（土木担当）技師の藤沢勇太郎がそれに基づいて複数の設計図案を作成、1925年（大正14年）5月に工事入札が行われて山田菊太郎が工事を請け負った。10月に竣工、大正天皇天長節の10月31日に金沢市公設運動場として開場した。面積3ヘクタール、トラック400m、土盛りの芝生観客席に1万人、特別席に千人収容で、野球・テニス・バスケットボールも可能な広場のような多目的運動場であった。
1931年（昭和6年）に始まった日本陸上競技連盟による陸上競技場の検定制度で、1938年（昭和13年）に北陸で初めて第3種公認競技場となった。1947年（昭和22年）には第2回国民体育大会の主会場として使用するための改修を経て、第1種公認となった。
1958年（昭和33年）3月に陸上競技場に周辺の農地を加えた8.54ヘクタールにサブグラウンド（球技場）、プール、バラ園などの緑地を整備し、都市計画金沢総合運動公園とされた。1990年（平成2年）には金沢北部地区における城北市民運動公園の建設に伴い、南部地区の運動公園と位置付けられ、金沢南総合運動公園となった。
1991年（平成3年）に開催された第46回国民体育大会のサッカー競技会場とするため、全面改修された。
1995年（平成7年）5月7日に夜間照明設備が完成した。
5年に一度の公認検定の都度、改修を行ってきたが、2000年（平成12年）7月からトラックを全天候型合成ゴム舗装とするための全面張り替えを含む改修工事を行い、10月12日に第2種公認検定もパスした。

## 施設概要
- 日本陸上競技連盟第2種公認
- トラック400m×8レーン
- 簡易夜間照明

競技場には約110本の桜が植えられており、毎年花見の時期には無料開放されている。

## 主な大会・イベント
- 第2回国民体育大会（1947年）
- 第46回国民体育大会（1991年）
- 2013年まで行われていた「かなざわ市民マラソン」の発着点であった[7]。

## アクセス
金沢駅東口バスターミナル8番のりばから北鉄金沢バス30番光が丘住宅・鶴寿園ゆき、または31番額住宅ゆきで「泉丘高校前」バス停を下車して徒歩7分、あるいは33番いしかわ動物園・金沢工業大学・南四十万二丁目ゆき、または35番金沢工業大学ゆきで「上有松」バス停を下車して徒歩6分。